# Limenitis zynias
Limenitis zynias är en fjärilsart som beskrevs av Hans Fruhstorfer 1915. Limenitis zynias ingår i släktet Limenitis och familjen praktfjärilar. Inga underarter finns listade i Catalogue of Life.